# نموذج أعمال طيران الإمارات

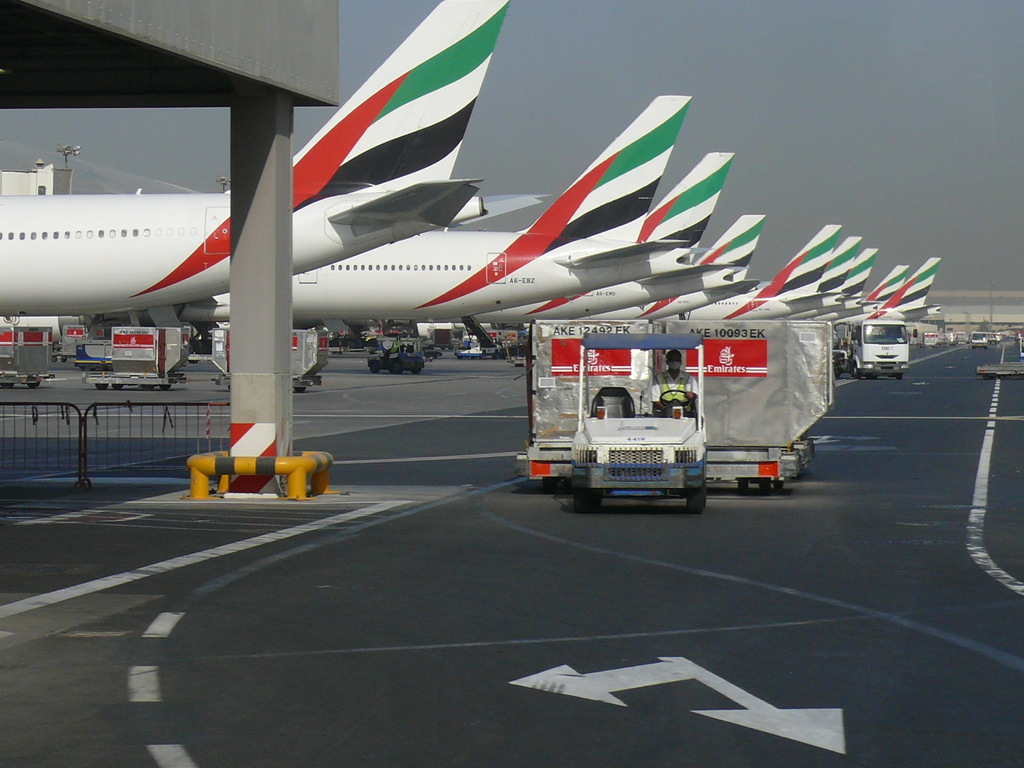
طائرات الإمارات متوقفة في مطار دبي الدولي

نموذج أعمال طيران الإمارات هو نموذج الأعمال الذي يقع في قلب النجاح التجاري لشركة طيران الإمارات. وتتمثل مكوناته الرئيسية في قوة عاملة ضئيلة مقارنة بشركة طيران منخفضة التكلفة وهيكل تنظيمي ثابت يسمح لشركة الطيران بالحفاظ على تكاليف النفقات العامة المنخفضة.
يعتقد بعض محللي الصناعة أن شركة الطيران تأتي في المرتبة الثانية بعد شركة رايان إير على أساس التكلفة النقدية لكل مقعد بسبب انخفاض تكاليف التشغيل في قاعدتها في دبي. وهذا يتيح لخدمة الوجهات الثانوية مربح من خلال ربط هذه عبر العالم في محور الخطوط الجوية في دبي. 
لم تنضم طيران الإمارات إلى أي تحالف عالمي لشركات الطيران (على الرغم من أنها خططت للانضمام إلى تحالف تحالف ستار في عام 2000 إلا أنها ظلت مستقلة) موضحة أنه ما لم تكن شركات الطيران الرئيسية هي المشارك الرئيسي في هذا التحالف - مثل لوفتهانزا في تحالف ستار أو الخطوط الجوية الفرنسية في سكاي تيم - حرية عمل أعضاء التحالف الفردي تتعرض للخطر من خلال فرض أهداف التحالف المشترك التي تخدم بشكل رئيسي مصالح قادة التحالف. 
منذ عام 1995 كانت طيران الإمارات تشغل أسطولًا واسع النطاق يتألف إلى حد كبير من طائرات إيرباص A380 وبوينغ 777 . يؤدي هذا إلى انخفاض تكاليف الوحدة مقارنة بشركات الطيران الكبرى الأخرى التي تعمل بمزيج من الأساطيل الضيقة والعريضة وتسمح لشركة الطيران باستخدام سعة شحن الطائرة لزيادة إيراداتها وإجمالي الأرباح. نظرًا لأن مطار دبي الدولي ليس لديه أي قيود على الطيران الليلي فإن طيران الإمارات تحقق استخدامًا أعلى لطائراتها مقارنة بالمنافسين. كما أن تكاليف الموظفين لديها أقل من المنافسين الأقدم لأنه في دبي لا توجد نقابات وهناك وفرة من العمالة الرخيصة من الهند وباكستان. 

## اتهامات المنافسة غير العادلة

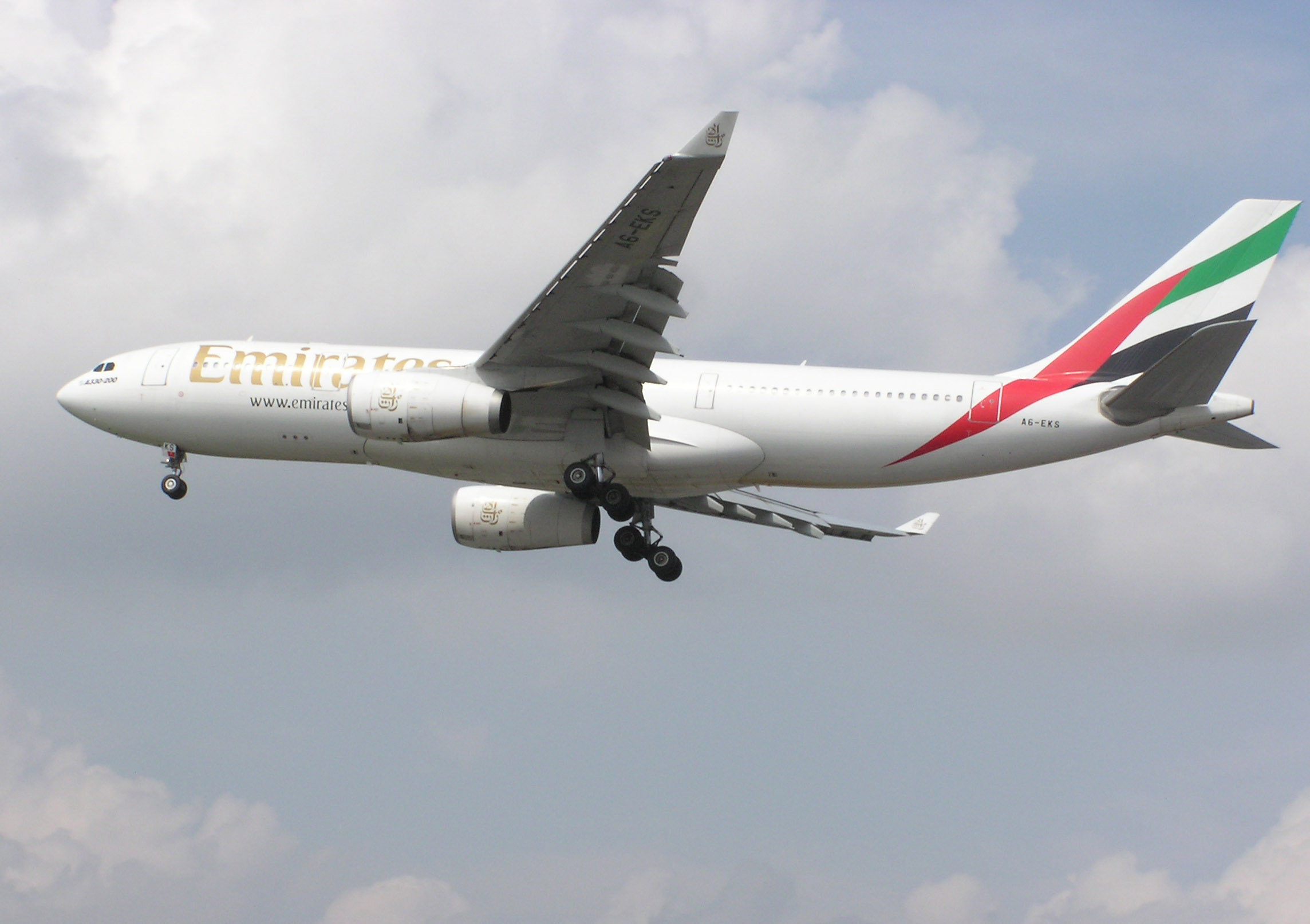
هبوط طائرة طيران الإمارات إيرباص إيه 330 في مطار لندن هيثرو.

تتصور شركات الطيران القائمة في أوروبا وأمريكا الشمالية وأستراليا أي الخطوط الجوية الفرنسية - كيه إل إم ولوفتهانزا والخطوط الجوية البريطانية، طيران كندا ودلتا إيرلاينز وأمريكان إيرلاينز وكانتاس وإير نيوزيلند، القرار الاستراتيجي لطيران الإمارات بإعادة نقل نفسها كشركة طيران عالمية تهديد كبير لأنه يسمح للمسافرين جوا بتجاوز مراكز الطيران التقليدية مثل لندن هيثرو وباريس شارل ديجول وفرانكفورت وأمستردام شيفول في طريقهم بين أوروبا / أمريكا الشمالية وآسيا / أستراليا عن طريق تغيير الرحلات الجوية في دبي بدلاً من ذلك.
وقد اتهمت بعض من هذه الناقلات ولا سيما الخطوط الجوية الفرنسية ودلتا وكانتاس طيران الإمارات بتلقي إعانات حكومية مخفية والحفاظ على علاقة وثيقة للغاية مع سلطة مطار دبي وسلطة الطيران التابعة لها وكلاهما كيانان مملوكان بالكامل للدولة. يزعمون أيضًا أن طيران الإمارات قادرة على خفض تكاليف الاقتراض عن أسعار السوق من خلال الاستفادة من وضع الصندوق السيادي للمساهمين الحكوميين. يزعمون أن هذا الدعم الحكومي يدعم شركات الطيران بشكل متقاطع ويخفي أدائه المالي الحقيقي.    

### دعم الوقود
اتهمت العديد من شركات الطيران طيران الإمارات بتلقي دعم الوقود من حكومة دبي. أنكرت شركة الطيران هذه الاتهامات قائلة إنها تشتري وقودها بنفس السعر وكذلك بنفس الشروط والأحكام مثل أي شركة طيران تجارية أخرى في جميع المطارات التي تعمل فيها. في السنة المالية 2007/2008 كان الوقود يمثل أكثر من 30٪ من إجمالي نفقات طيران الإمارات مقارنةً بشركات الطيران الطويلة الدولية الأخرى مثل الخطوط الجوية البريطانية أو لوفتهانزا أو كانتاس أو الخطوط الجوية السنغافورية.

### رسوم استخدام المطار
كما دافعت طيران الإمارات عن نفسها ضد اتهامات المنافسين التي تزعم أنها تدفع رسوم مخفضة لاستخدام المطار في مقرها الرئيسي. رفضت شركة الطيران هذه المطالبات قائلة إنها دفعت نفس رسوم المستخدم في دبي مثلها مثل أي شخص آخر والتي كانت مماثلة لتلك السائدة في مطارات أخرى مماثلة في المنطقة بما في ذلك أبو ظبي والدوحة والبحرين.  

### الضرائب المحلية
اتهمت العديد من شركات الطيران طيران الإمارات بميزة غير عادلة حيث لا يتعين عليها دفع الضرائب المحلية. ترفض شركة الطيران هذه المطالبات باعتبارها مضللة من خلال توضيح أنه في حالة عدم وجود ضرائب على الدخل أو الشركات في الإمارات العربية المتحدة تستفيد جميع شركات الطيران العاملة من وإلى دبي من هذه البيئة المعفاة من الضرائب. وفي هذا السياق تؤكد طيران الإمارات أيضا أنها دفعت حكومة دبي الأرباح لتصل قيمتها إلى الولايات المتحدة $ 776,000,000 في مقابل 10 مليون $ في رأس المال الأساسي الموهوبين لشركة الطيران في إنشائها في عام 1985.  

### حرية الحركة السادسة
تدافع طيران الإمارات عن نفسها بقوة ضد الاتهامات المتكررة التي تتهمها بسرقة ركاب شركات النقل الأخرى. تشير إلى أن منتقديها قاموا بحركة مرور دولية للركاب بين نقاط مختلفة من بلد ثالث على شبكاتهم عبر مطاراتها المركزية لعدة عقود وأن طيران الإمارات يحق لها أن تفعل الشيء نفسه. علاوةً على ذلك تشير طيران الإمارات إلى أن هذا يتيح لها توفير رحلات ركاب إقليمية في أو بالقرب من مدن ثانوية مهمة مثل غلاسكو ونيوكاسل ودوسلدورف وهامبورغ ونيس وفينيسيا وبريسبان أو بيرث، وصلات شاملة حول العالم عبر مركزها العالمي في دبي. 

### العلاقة بين طيران الإمارات وحكومة دبي
ورد في الاتهامات المتكررة لطيران الإمارات من قبل المنافسين أن ملكيتها من قبل حكومة دبي تشير إلى تقديم مساعدات مباشرة وهو ما يمثل ميزة تنافسية غير عادلة لا يتمتع بها معظم شركات الطيران الأخرى، بالقول أنه كان كاملا التجاري المدى الشركة في طول ذراع من دبي الحكومة، على الرغم من كونها مملوكة بالكامل من قبلها. 

### مزايا تكلفة العمالة
زعمت بعض شركات الطيران أن وجودها في دبي يمنح طيران الإمارات ميزة تكلفة العمالة غير العادلة على شركات الطيران الأخرى. وقد واجهت طيران الإمارات ذلك بالقول إنها تواجه نفس التكاليف لجذب واستبقاء الموظفين المعينين من جميع أنحاء العالم بشروط وأحكام المغتربين مثل شركات الطيران الأخرى. تشير الخطوط الجوية إلى أن التكلفة الإجمالية لاستحقاقات الموظفين المغتربين تبلغ أكثر من 400 مليون دولار أمريكي سنويًا.

#### التوسع الكندي

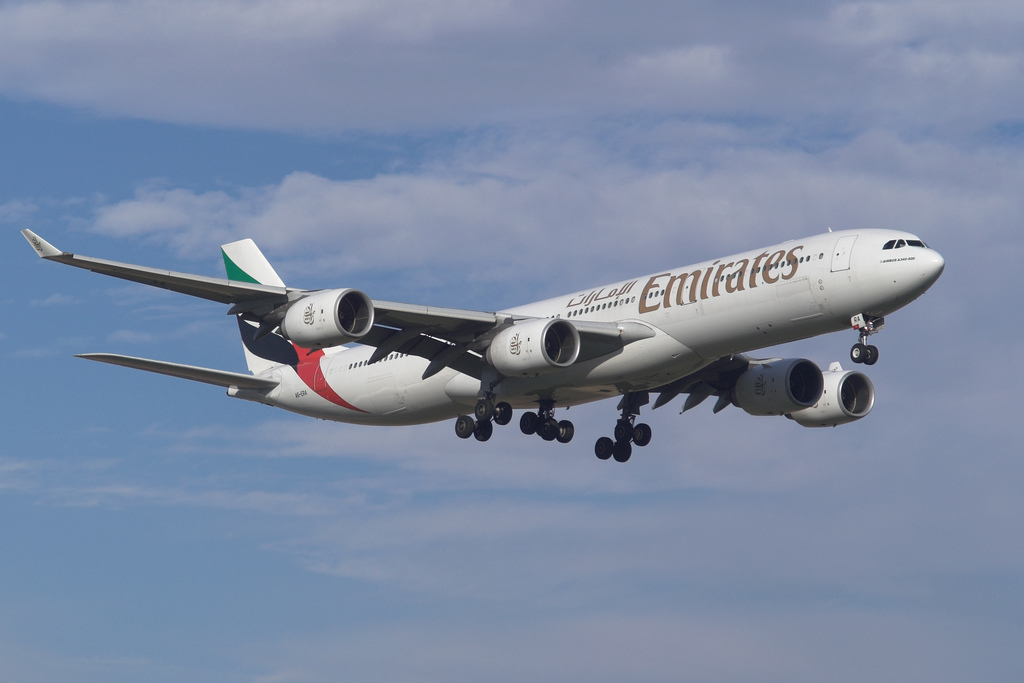
طيران الإمارات إيرباص إيه 340

بدأت طيران الإمارات تسيير رحلات إلى كندا في 29 أكتوبر 2007 بتشغيل ثلاث رحلات أسبوعية بدون توقف على طريق دبي - تورونتو.
شهدت طيران الإمارات عوامل عالية السعة على خدماتها الكندية حيث بلغ متوسطها 90 ٪ منذ بدء العمليات بين تورونتو ودبي. وقد أدى ذلك بالفعل في استبدال ل ايرباص A380 -800 «العملاقة» لأصغر طائرة بوينج 777 بشرائها -300ER المستخدمة في الأصل على هذا الطريق. ومع ذلك، فإن الاتفاقية الثنائية الحالية بين الإمارات وكندا تقيد طيران الإمارات إلى ثلاث رحلات أسبوعياً فقط بين دبي وكندا. بالإضافة إلى العمل اليومي بين دبي وتورونتو لمنح المسافرين من رجال الأعمال والسياح مزيدًا من المرونة، تود شركة الطيران إضافة مدن أخرى مثل كالجاري وفانكوفر إلى جدول رحلاتها بين الإمارات العربية المتحدة وكندا. ذكرت الحكومة الكندية أنها لا ترى الحاجة إلى المزيد من الخدمات استجابة لهذه الطلبات.
زعمت الحكومة الكندية أن طيران كندا قد تتأثر سلبًا بالمنافسة المتزايدة من طيران الإمارات وأن ذلك قد يقوض قابليتها للتطبيق.  دحضت طيران الإمارات هذه المزاعم، قائلة إنه لم يكن هناك تداخل تنافسي مباشر بينها وبين طيران كندا لأن الأخير (قبل 2015) لم يدير خدمات إلى الإمارات أو إلى أي نقاط في الشرق الأوسط وأفريقيا أو شبه القارة الهندية، الأماكن التي تكون فيها رحلات طيران الإمارات مشغولة دائمًا. كما صرحت طيران الإمارات بأن ذلك سوف يفيد شركة طيران كندا لأن العديد من ركاب طيران الإمارات كانوا ينتقلون من وإلى نقاط على شبكة طيران أمريكا الشمالية الواسعة التابعة لشركة طيران كندا من خلال مركزها في تورونتو.

#### التوسع الألماني

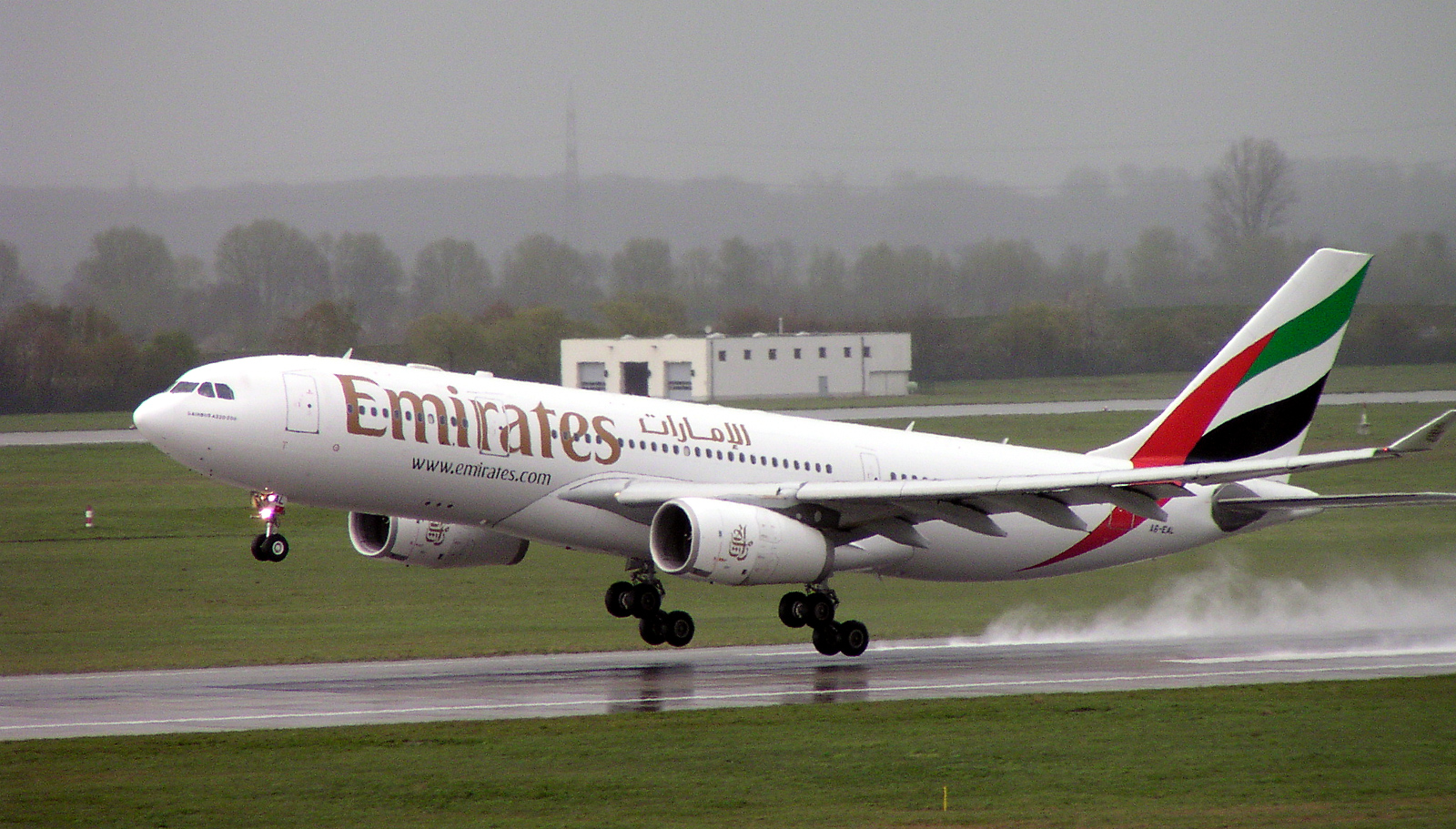
إيرباص إيه 330 تقلع في مطار دوسلدورف

بدأت طيران الإمارات رحلاتها إلى ألمانيا في يوليو 1987 مع إطلاق خدمات مجدولة على طريق دبي - فرانكفورت. اعتبارًا من عام 2009، تدير طيران الإمارات 49 رحلة أسبوعية للركاب من دبي إلى ألمانيا، وتخدم فرانكفورت وميونيخ ودوسلدورف وهامبورغ. تدير طيران الإمارات أيضًا إحدى عشرة رحلة أسبوعية لجميع البضائع من دبي إلى ألمانيا. تعد ألمانيا ثاني أكبر سوق لطيران الإمارات في أوروبا (بعد المملكة المتحدة)، حيث تنقل أكثر من مليون مسافر بين دبي وألمانيا خلال السنة المالية 2007/2008.
منذ عام 2007، أرادت طيران الإمارات السفر إلى مدن ألمانية إضافية، وتحديداً برلين وشتوتغارت.  
في مارس 2009، قالت لوفتهانزا إنها شهدت اختلالًا تنافسيًا بين طيران الإمارات نفسها في سوق السفر الجوي بين ألمانيا ودبي، متهمةً شركة الطيران الإماراتية بسرقة ركاب النقل بين أمريكا الشمالية والشرق الأوسط وأفريقيا والهند والشرق الأقصى. . كما زعم أن هناك اختلافات جوهرية في رسوم المناولة في مطار دبي وفرص غير متكافئة لشركتي الخطوط الجوية في الأسواق المحلية لكل منهما. تتعلق الأخيرة باعتماد طيران الإمارات الشديد على ما يسمى بحقوق المرور «للحرية السادسة» التي تمكنها من نقل الركاب والبضائع والبريد بين ألمانيا ودول أخرى عبر مركزها في دبي لملء معظم المساحة على رحلاتها بين ألمانيا ودبي، نتيجة لوجود حركة مرور غير كافية للمصدر والوجهة. 
لقد واجهت طيران الإمارات مزاعم لوفتهانزا من خلال الإشارة إلى أن توسعها الألماني المقترح سيؤدي إلى وضع «مربح للجانبين» لكلا الجانبين من شأنه أن ينمو الاقتصاد الألماني فعليًا من خلال نشاط اقتصادي إضافي تم إنشاؤه، نتيجة لتحفيز سوق النقل الجوي بين بلدين.
كان أمر المكتب الاتحادي الألماني لنقل البضائع إلى الإمارات بالكف عن قيادة الأسعار على الطرق التي تغادر ألمانيا إلى وجهات خارج الاتحاد الأوروبي وإجبارها على رفع أسعار تذاكر درجة رجال الأعمال ذات الصلة بنسبة تصل إلى 20٪ كان محور تركيز الخلاف الأخير بين الناقل الإماراتي من جهة والحكومة الألمانية وشركة لوفتهانزا من جهة أخرى. على الرغم من إصرار المكتب الفدرالي لنقل البضائع على أنه لم يفرد الإمارات بشكل غير عادل بالمطالبة باتخاذ إجراءات علاجية مماثلة من شركات الطيران الأخرى فيما يتعلق برسوم السفر على خطوط خارج الاتحاد الأوروبي من ألمانيا، أنكر أندرو باركر، نائب رئيس أول طيران الإمارات، أي علم ب وهذا هو الحال. ووصف قرار المكتب الاتحادي الألماني لنقل البضائع بأنه «معاد للمستهلك» و «لا معنى له تجاريا». كما هدد بالسعي للحصول على تعويض من المفوضية الأوروبية.  

## روابط خارجية
- Emirates.com